# المخيم (كشر)

تعديل مصدري - تعديل

المخيم هي إحدى قرى عزلة خميس اليزيدي بمديرية كشر التابعة لمحافظة حجة، بلغ تعداد سكانها 22 نسمة حسب تعداد اليمن لعام 2004.